# 奧克代爾鎮區 (伊利諾伊州華盛頓縣)
奧克代爾鎮區（英語：Oakdale Township）是位於美國伊利諾伊州華盛頓縣的一個行政鎮區。

## 地方資料
根據2010年美國人口普查的數據，奧克代爾鎮區的面積為97.00平方千米，當中陸地面積為96.80平方千米，而水域面積為0.20平方千米。當地共有人口574人，而人口密度為每平方千米5.92人。